# Ксенофобија
Ксенофобија (од грч. ξένος [ksénos] — "странац" и φόβος [fóbos] — "страх") је вишезначни појам, који има два основна значења. У ужем (изворном, односно етимолошком) смислу, ксенофобија означава страх од странаца, док у проширеном (колоквијалном) значењу обухвата и знатно шири спектар негативних ставова према странцима. У том ширем контексту, ксенофобија се испољава према свему што се сматра страним, почевши од страних друштвених вредности и обичаја, преко стране културе и религије, до стране привреде и политике.
Ксенофобија је најчешће повезана са етничким и верским предрасудама, а у својим екстремним облицима може бити повезана и са шовинизмом и расизмом. Супротност ксенофобији је ксенофилија (филоксенија), односно наклоност према странцима.
У научној терминологији, појам ксенофобија се (ради прецизности) користи првенствено у ужем смислу, за означавање страха од странаца, док се за означавање сродних и ширих појава користе други термини. Тако се мржња према странцима означава као мизоксенија (односно ксеномизија), а реч је о појму који је у том значењу познат још од античких времена. За означавање најширег спектра негативних ставова према странцима, користи се и појам антиксенија, који обухвата појаве у широком распону од пасивне сумњичавости и неповерења према странцима, преко активне нетрпељивости и одбојности према странцима, до екстремних облика ксенофобије и ксеномизије.

## Африка

#### Обала Слоноваче
У протеклих неколико година, Обала Слоноваче доживела је поновно рађање мржње и етничке нетолеранције у склопу етничких племена. Поред бројних жртава међу различитим племенима северног и јужног региона земље које су погинуле у текућем сукобу, белци странци пребивајући или посећујући Обалу Слоноваче такође су били подвргнути насилним нападима. Према извештају Хјуман Рајтс Воча, влада Обале Слоноваче је крива за ширење етничке мржње у име властитих политичких циљева.
Године 2004., Млади Патриоти, снажна националистичка организација из Абиџана, покренута од стране државних медија, опљачкала је тековине страних држављана у Абиџану. Позиви за насиље над белцима и не-Иворијанцима емитовани су на националном радију и телевизији након што су млади патриоти преузели контролу над својим канцеларијама. Станице су пратиле силовања, премлаћивања и убиства лица европског и либанског порекла. Хиљаде исељеника и белих или етничких либанских становника Обале Слоноваче напустило је земљу. Напади су изазвали међународну осуду.

#### Мауританија
Ропство у Мауританији и даље је присутно упркос његовом укидању 1980. године и углавном највише утицаја има на потомке црних Африканаца одвођених у ропство који сада живе у Мауританији као "црни Мавари" или харатини и који још увек делимично служе "белим Маварима", или бидханима, као робови. Практиковање ропства најдоминантније је у Мауританији међу вишом традиционалном класом код Мавара. Већ вековима  харатинска  нижа класа, мислећи се углавном на сиромашне црне Африканце који живе у руралним подручјима, сматра се природним робовима ових Мавара. Друштвени ставови су се кориговали код већине урбаних Мавара, али у руралним подручјима заостаје древна подела.

#### Нигер
У октобру 2006. Нигер је објавио да ће депортовати у Чад "Дифа Арапе", Арапе који живе у Дифа региону у источном Нигеру. Њихова популација бројала их је око 150.000. Док је влада опкољавала Арапе у припреми за депортацију, две девојке су умрле, наводно након бежања од владиних снага, а три жене су претрпеле побачај. Нигерска влада је на крају суспендовала своју контроверзну одлуку о депортовању Арапа.

#### Јужна Африка
Ксенофобија је у Јужној Африци присутна и у апартхејд као и у пост-апартхејд ери. Непријатељство између Британаца и Бураца које је погоршао Други Бурски рат довело је до побуне од стране сиромашних Африканера који су опљачкали продавнице у британском власништву. Јужна Африка је такође донела бројне акте који су имали за циљ да држе подаље Индијанце, као што је Закон о прописима о имигрантима из 1913. године, којим је предвиђено искључивање "непожељних" група људи који су подразумевали њих. Ово је ефективно зауставило индијску имиграцију. Општински одред из 1924. године имао је намеру да "ускрати Индијанцима општинску франшизу."
Током 1994. и 1995. године, банде наоружаних младих уништиле су домове страних држављана који живе у Јоханезбургу, захтевајући на томе да полиција ради на њиховом повратку у своје земље.
Током 2008. године у Јоханезбургу се десио широко документован број ксенофобичних напада. Процењује се да је десетине хиљада миграната расељено; имовина, бизниси и домови били су нашироко опљачкани. Број жртава након напада био је 56.
У 2015. години, у Јужној Африци се десио још један широко документован серијал ксенофобичних напада, углавном против миграната Зимбабвеа. Ово је пратило примедбе Зулу краља Goodwill Zwelithini kaBhekuzulu наводећи да мигранти треба "спакују своје ствари и оду ". Од априла, 2015. године, седморо људи је погинуло и више од 2000 странаца је расељено.

#### Судан
У Судану, црни афрички заробљеници у грађанском рату често су заробљеници, а женске затворенице су често сексуално злостављане, од стране њихових арапских заробљеника тврдећи да им Исламски закон даје за то дозволу. Према Си-Би-Ес вестима, робови су продавани за 50 долара по особи. У септембру 2000. године, Државни секретаријат САД-а наводи да су "подршка ропства суданске владе и његова континуирана војна акција која је резултирала бројним смртним случајевима делимично произашли из верских уверења жртава." Јок Мадут Јок, професор историје на Лојола Маримоунт Универзитету, наводи да су отмице жена и деце на југу ропство у сваком контексту. Влада Судана инсистира на томе да читава ствар није ништа више од традиционалног племенског сукоба над ресурсима.

#### Уганда
Бивше британске колоније у подсахарској Африци имају много грађана јужноазијског порекла. Довело их је Британско царство из Британске Индије да раде клерички рад у империјалној служби. Најистакнутији случај анти-индијског расизма био је етничко чишћење индијске (азијске) мањине у Уганди од стране утицајног диктатора и нарушилаца људских права Идија Амина.

#### Зимбабве
Расна дискриминација се догодила против заједница Белих људи у Зимбабвеу. Влада их је силом избацила са њихових фарми и тиме извршила њихово етничко чишћење.

## Океанија

#### Аустралија
Закон о имиграционом ограничењу 1901. (Политика беле Аустралије) искључиво је забранио људима неевропског порекла имиграцију у Аустралију. Никада није постојала никаква специфична политика названа као таква, али је тај појам касније измишљен, не би ли се сакупила збирка закона заснованих на искључивању људи из Азије (посебно Кине) и пацифичких острва (поготово Меланезије) од имиграције у Аустралију. Мензисова и Холтова Влада су ефикасно укинуле политику између 1949. и 1966. године, а Витламова Влада донела је законе како би се осигурало да раса постане потпуно ирелевантна компонента за имиграцију у Аустралију, 1973. године.
Кронула нереди 2005 су били низ нереда и избијања моб насиља у јужном предграђу Сиднеја - Кронуле, који су резултат напрезања односа између Англо-Келта и либанских Аустралијанаца (који су претежно муслимани). Путна упозорења за Аустралију издале су неке земље, али су касније уклоњене. Децембра 2005. године, избила је борба између сурферских волонтерских спасилаца и либанске омладине. Ови инциденти се сматрају кључним фактором у расно мотивисаном сукобу наредног викенда. Насиље се проширио и у друга јужна предграђа Сиднеја, где је дошло до више напада, укључујући два убода и напада на Хитну помоћ и полицију.
Индијски студенти су 30. маја 2009. године протестовали против онога за шта су сматрали да представља расистички напад, блокирајући улице у централном Мелбурну. Хиљаде студената окупило се испред Краљевске болнице у Мелбурну где је једна од жртава примљена. У светлу овог догађаја, аустралијска влада је створила Хелплајн за индијске ученике, не би ли пријавили такве инциденте. Висока комесарка за људска права Нави Пилај из Уједињених нација назвала је ове нападе "узнемиравајућим" и позвала Аустралију да спроводи даљу истрагу.

#### Фиџи
На острву Фиџи постоји тензија између великог броја (38%) хинду Индијаца Индо-Фиџијана, који су потомци уговорних радника, доведени на Фиџи са севера Индије током британске колонијалне владавине и већински (54%) локалне хришћанске Фиџи популације који су етнички Меланежани.